# Prosevania nigrocalcarata
Prosevania nigrocalcarata är en stekelart som först beskrevs av Gyöö Viktor Szépligeti 1908.  Prosevania nigrocalcarata ingår i släktet Prosevania och familjen hungersteklar. Inga underarter finns listade i Catalogue of Life.